# Miyama, Fukuoka
Miyama (みやま市 Miyama-shi) là một thành phố thuộc tỉnh Fukuoka, Nhật Bản. Thành phố được thành lập ngày 29 tháng 1 năm 2007 sau khi sáp nhập thị trấn Takata, huyện Miike, và các thị trấn Setaka và Yamakawa, thuộc huyện Yamato.
Tính đến ngày 31 tháng 12 năm 2006, dân số thành phố là 43.696, với mật độ 415,68 người/km² trên tổng diện tích 105,12 km².